# JAC iEV5
JAC iEV5 — китайский городской электромобиль, выпускаемый китайской государственной компанией JAC Motors с апреля 2014 года.
Дизайн автомобиля был разработан итальянским бюро Pininfarina. Автомобиль использует детали от предшественника, JAC iEV4. Автомобиль оснащается электродвигателем мощностью 57 или 68 л. с., энергия содержится в литий-ионных батареях. На одной зарядке автомобиль проезжает максимальную дистанцию до 250 км при скорости 120 км/ч. Аккумуляторы заряжаются за 8 часов при напряжении 220 вольт.

## JAC iEV7S

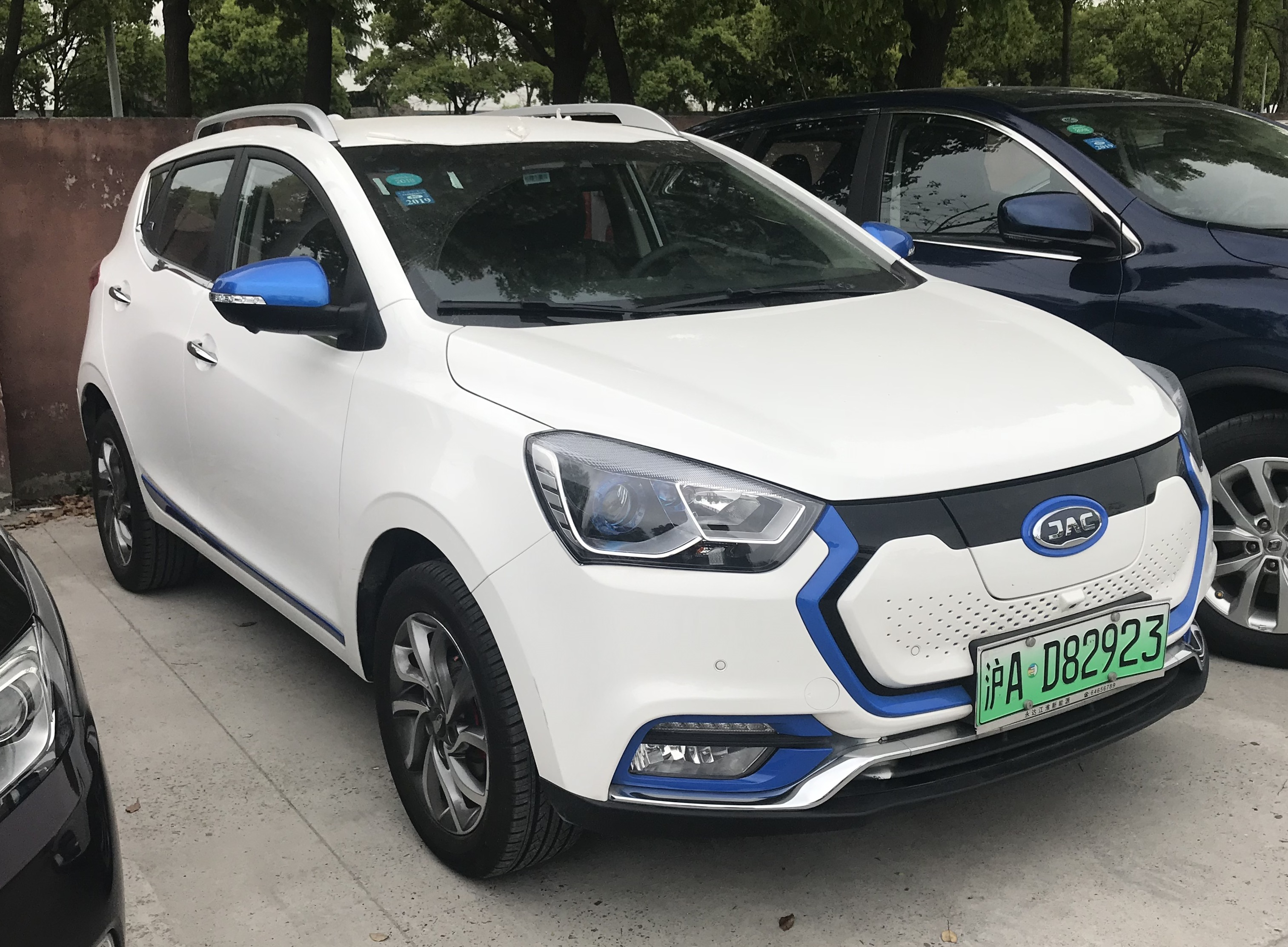
JAC iEV7S

JAC iEV7S — кроссовер на базе JAC iEV5. Максимальная скорость — 130 км/ч. На одной зарядке автомобиль проезжает максимальную дистанцию до 350 км. Аккумуляторы заряжаются за 7 часов. На переднем и заднем бамперах установлены парковочные радары. Объём багажника — 450 литров, грузоподъёмность транспортного средства — 375 кг.